# Can Grau (Lloret de Mar)
|  | Aquest article tracta sobre Can Grau de Lloret de mar. Vegeu-ne altres significats a « Can Grau (desambiguació)». |

Can Grau és un edifici del municipi de Lloret de Mar (Selva) que forma part de l'Inventari del Patrimoni Arquitectònic de Catalunya. És un edifici entre mitgeres de tres plantes i coberta de doble vessant a façana. Aquesta és arrebossada i decorada amb esgrafiats recentment restaurats. La casa, de tres crugies ocupa diversos números del carrer Sant Romà i és possible que la casa que limita amb ella a llevant fos originalment part d'aquesta. També dona al carrer de l'Hospital Vell.

## Descripció
Els marcs de les obertures són emmarcats de pedra i decorats amb uns solcs que segueixen unes ondulacions originals al voltant dels blocs de pedra. Les finestres són emmarcades de granit i tenen els ampits treballats.
Pel que fa als esgrafiats de la façana, són de color rosat i vermellós. Estan situats en tres franges verticals entre les crugies i les finestres al llarg de tota la façana. Les decoracions són de motius vegetals i geomètrics. També estan localitzats al voltant de les finestres i en un fris que separa la planta baixa del primer pis i en medallons amb garlandes sobre i sota d'algunes obertures. Aquests medallons estan centrats en les inicials R. G. i C. G., referents a la família Grau. A la franja vertical central hi ha un rellotge de sol esgrafiat que conté la data de 1999 i la llegenda de "El Temps és Or".
El ràfec està format per set fileres de rajola (plana i en forma de dent de diamant) i una de teula. Els elements més interessants de la casa, a part de l'estructura, són els esgrafiats de la façana, els emmarcaments de les finestres, datades del segle xviii i els ràfecs de la cornisa.